# نیکولا کابیبو
نیکولا کابیبو (انگلیسی: Nicola Cabibbo؛ زاده ۱۰ آوریل ۱۹۳۵ درگذشته ۱۶ اوت ۲۰۱۰) یک دانشمند اهل ایتالیا بود.